# Molophilus (Austromolophilus) declinatus
Molophilus (Austromolophilus) declinatus is een tweevleugelige uit de familie steltmuggen (Limoniidae). De soort komt voor in het Australaziatisch gebied.